# Coryphomys buehleri
Coryphomys buehleri is een uitgestorven knaagdier uit de muizen en ratten van de Oude Wereld dat voorkwam op Timor. Het was tot 2010 de enig benoemde soort in het geslacht Coryphomys.
Over C. buehleri is weinig bekend. Het was een grote rat met relatief complexe kiezen. De drie onderkiezen hadden bij elkaar een lengte van 17.6 tot 20.1 mm. Aan de buitenkant van de onderkiezen zitten geen extra knobbels, en de derde rij knobbels op de derde onderkies is recht en niet verdeeld.